# Hadamar
Hadamar is een plaats in de Duitse deelstaat Hessen, gelegen in de Landkreis Limburg-Weilburg. De stad telt 12.626 inwoners.

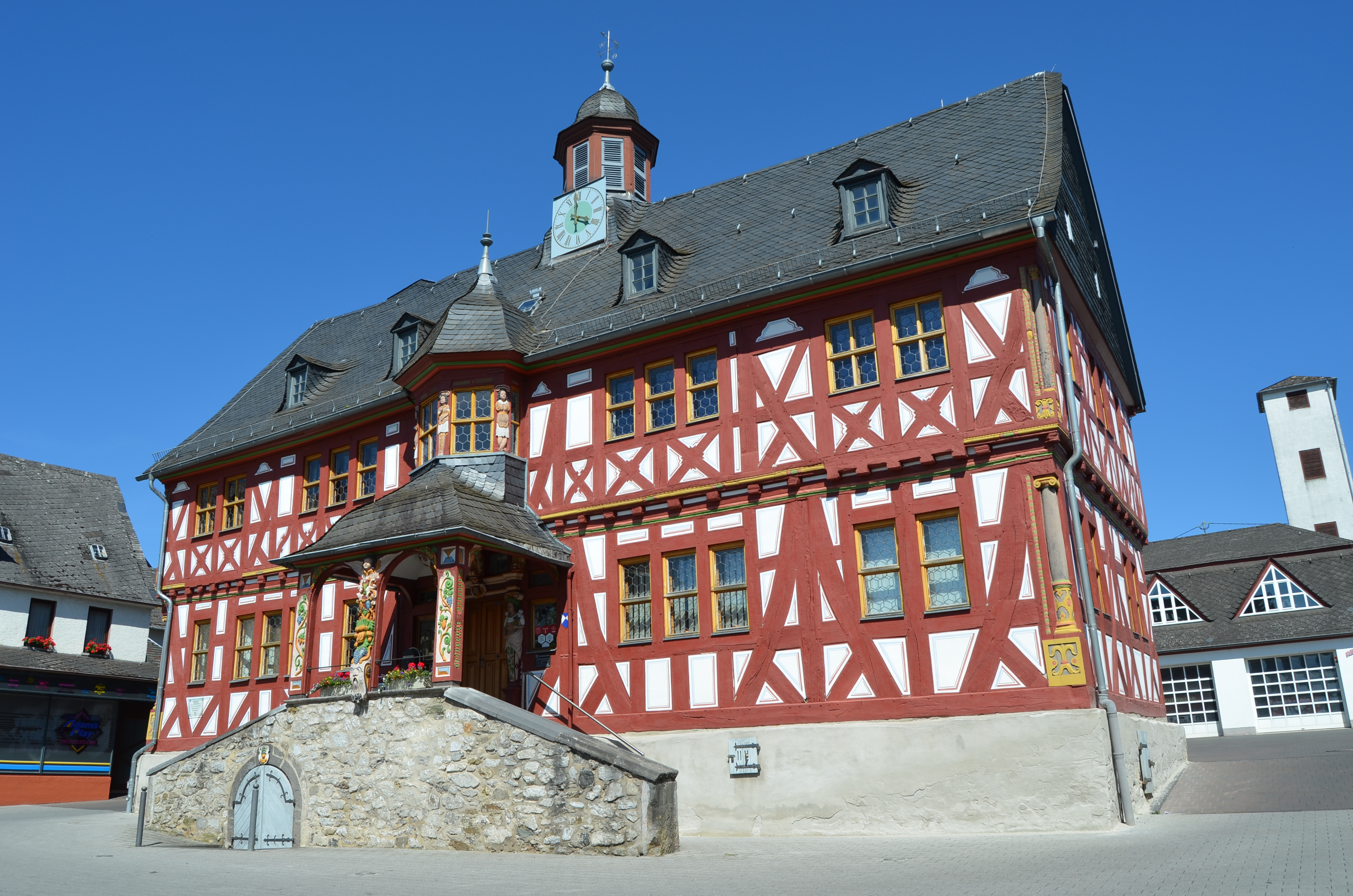
Raadhuis

Hadamar geniet bekendheid wegens de aan de rand van de stad gelegen Kliniek voor Forensische Psychiatrie/Centrum Sociale Psychiatrie. In het oude hoofdgebouw bevindt zich de Gedenkstätte Hadamar'. Daar wordt aan de moord op mensen met beperkingen en psychische stoornissen tijdens het nationaalsocialistische regime in het Euthanasiecentrum Hadamar herinnerd.

## Geografie
Hadamar heeft een oppervlakte van 40,99 km² en ligt in het centrum van Duitsland, iets ten westen van het geografisch middelpunt.